# Lijst van grote Thaise steden
Dit is een lijst met de grote plaatsen in Thailand (census januari 2024). Alle steden met meer dan 70.000 inwoners volgens de volkstelling van 2024 zijn opgenomen in de tabel:
| Rang | Stad                | Inwoners   |
| ---- | ------------------- | ---------- |
| 1    | Bangkok             | 18.230.000 |
| 2    | Chiang Mai          | 1.290.000  |
| 3    | Pattaya             | 762.000    |
| 4    | Phuket              | 601.000    |
| 5    | Khon Kaen           | 583.000    |
| 6    | Phitsanulok         | 516.000    |
| 7    | Nakhon Si Thammarat | 406.000    |
| 8    | Mae Sot             | 329.000    |
| 9    | Kanchanaburi        | 298.000    |
| 10   | Lampang             | 295.000    |
| 11   | Koh Samui           | 211.000    |
| 12   | Ayutthaya           | 192.000    |
| 13   | Ubon Ratchathani    | 186.000    |
| 14   | Songkhla            | 105.000    |
| 15   | Nonthaburi          | 88.000     |
| 16   | Pak Kret            | 83.000     |
| 17   | Rayong              | 80.000     |
| 18   | Nakhon Pathom       | 71.000     |
| 19   | Yala                | 70.000     |